# Ačchoj-Martan (okres)
Okres Ačchoj-Martan, (čečensky Тӏеьха-Мартан кӏошт, rusky Ачхой-Мартановский район, Ačchoj-Martanovskij rajon) leží v západní oblasti Čečenské autonomní republiky Ruské federace. Správním centrem okresu je sídlo Ačchoj-Martan s více než 20 tisíci obyvateli v roce 2010.

## Geografie a historie
Okres měl do roku 2012 rozlohu 1225,25  km². Na západě sousedí s Ingušskem, na severu s Grozněnským okresem, na východě s okresy Urus-Martan a Šatoj a na jihu s obnoveným okresem Galan-Čož.
Po násilném vysídlení čečenského a ingušského obyvatelstva v roce 1944 byl okres přejmenován na Novoselský okres (Новосельский район) a pod tímto názvem existoval až do roku 1956. V roce 1944 bylo zároveň k Novoselskému okresu připojeno území zlikvidovaného okresu Galan-Čož, který byl znovu zřízen až v roce 2012.

## Obyvatelstvo
Vývoj obyvatelstva
| Rok  | Počet obyvatel |
| ---- | -------------- |
| 2002 | 64 839         |
| 2009 | 73 569         |
| 2010 | 78 505         |
| 2012 | 80 818         |
| 2014 | 83 604         |
| 2016 | 86 154         |